# 维利奇卡盐矿
维利奇卡盐矿（波蘭語：Kopalnia soli Wieliczka）位于波兰克拉科夫附近，是一个从13世纪起就开采的盐矿，目前已停产。盐矿有327公尺深，超过287公里长。盐矿中有房间、礼拜堂、和地下湖泊等，宛如一座地下城市。1978年，维利奇卡盐矿被联合国教科文组织登录为世界遗产。

## 历史

### 中世纪
最早有关盐矿的文献是由一个叫重建者卡西米卢斯（Casimirus the Restorer）的贵族记载于1044年，以"magnum sal alias Wieliczka"提到了维利奇卡盐矿。

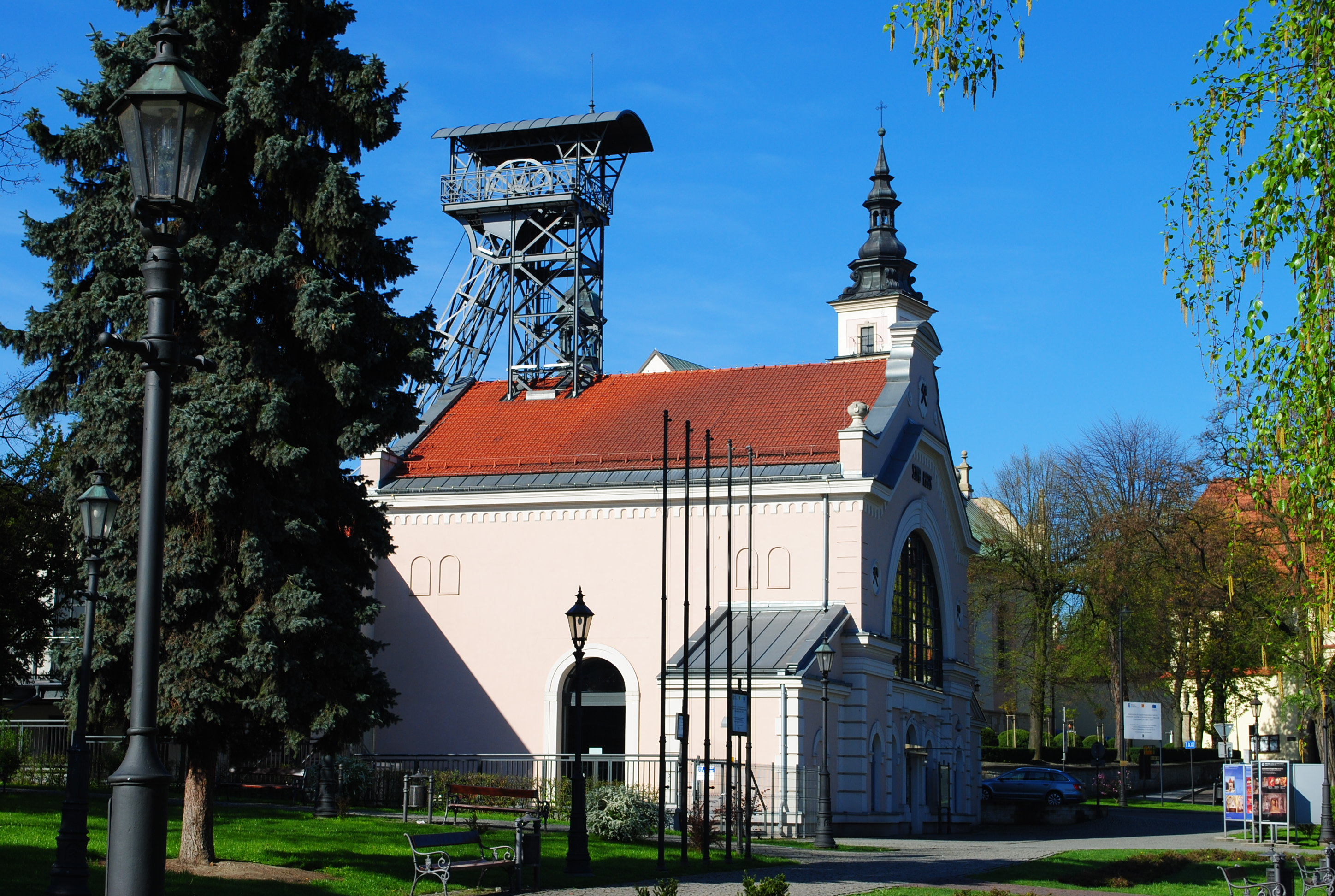
入口

从很早的时期起，盐就是当地的经济基础。在古代波兰地区，盐可以作为一种支付手段。最初，盐是通过搜集盐卤水并加热蒸发制得的。究竟几时开始开采岩盐并不清楚。很有可能是在打深盐井时发现了大量的岩盐，接着使用原始工具的开采就开始了。
当时波兰的统治者马上意识到了盐的价值，这也是为何盐的开采和分配都被垄断的原因。他们知道盐是极其重要的商品，是人生存所必不可少的。在许多地方都要使用盐，包括腌肉、腌鱼、制作黄油、制革，后来也用于制造黑色火药。在运作克拉科夫盐业的第一阶段，国王被迫求助于商人，因为投资盐矿需要大量的资金。商人承担了所有勘探盐矿的风险，资助挖深隧道，如果这裡面发现了盐矿，那么它将为国王所有。君主利用分期付款来掩盖他的巨大收入，以保证长久的占有。开挖盐矿的权力只有一种途径获得，就是被任命管理盐矿。
不仅食品保鲜行业从盐获得大量利润，盐也成为了政府的一种工具。在14世纪时，盐产出了国家超过30%的收入。君主利用这些收入赏赐家眷、亲属以及其他各种贵族。盐矿的收入支撑了朝廷以及其他国内重要人物，以及支付了保护商路的城堡。
1368年，卡西米尔大帝（Casimir the Great）放弃了对盐矿的专有权，颁布了一道被后来被称为卡西米尔法令（Statut Kazimierzowski）的法令。这份文件规定了个人与各种工作团体的权利和税，以及作账目的规范。成立皇家委员会以检查地下的挖掘和建筑，核查账目，还有发出指导和指令。
在16世纪，维利奇卡盐矿成为当时欧洲最为重要的商业之一。

### 近现代

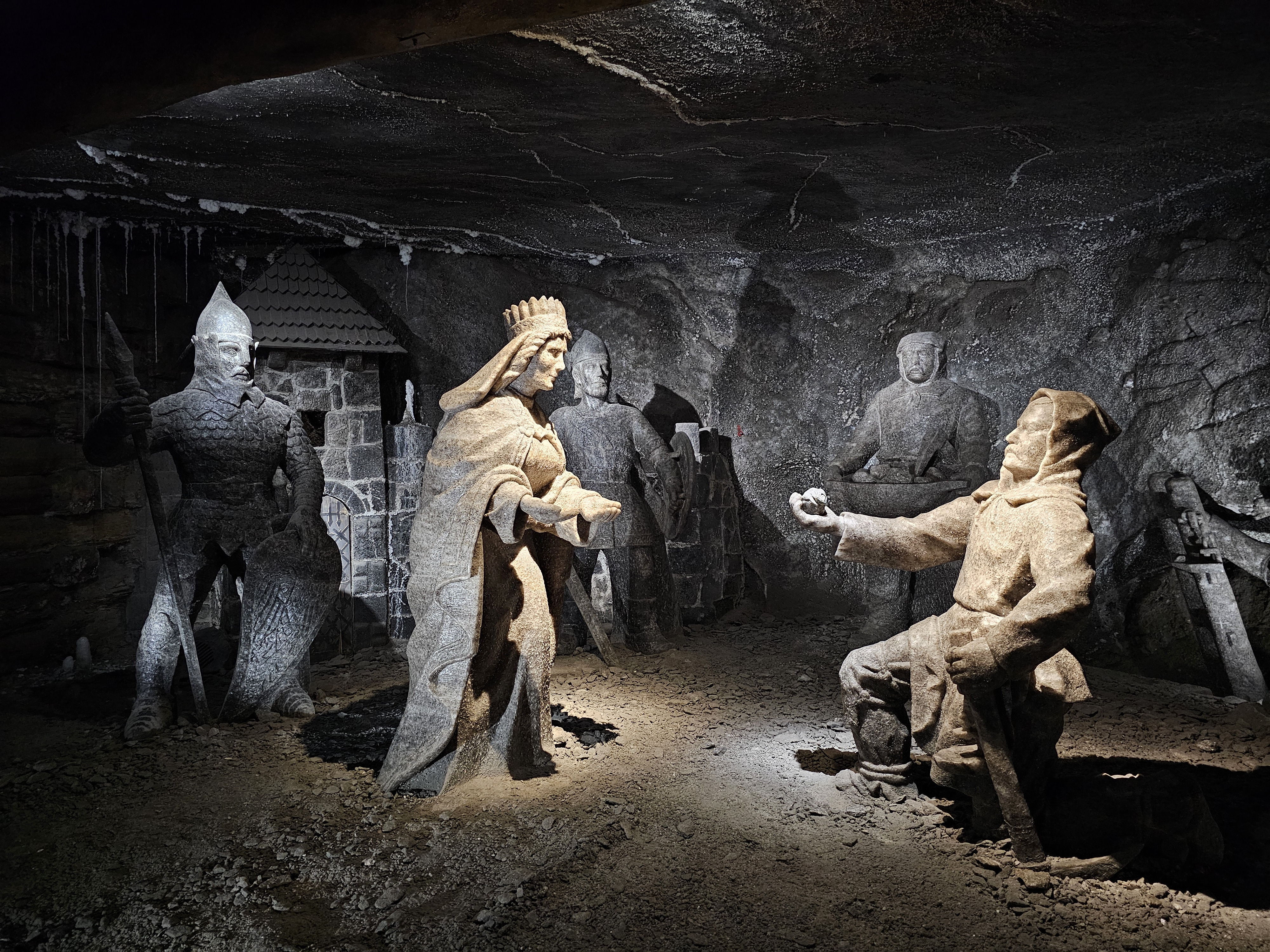
盐雕

王室对盐矿的控制在1772年第一次瓜分波兰时终结。奥地利的统治不仅在组织和管理上有所改变，而且引入了新的采矿方法。在奥地利统治时期，一座电厂建成并为盐矿供电，修通到克拉科夫的铁路。地下作业也变得更为自动化，使用了风钻。一台磨盐机和一台蒸汽动力起重机也投入使用。
1826年到1846年矿中的盐水被用作温泉疗养。在1950年盐矿的一部分被辟作博物馆对外开放。1958年，盐矿的温泉疗养被重新恢复。1978年被列入世界遗产。
1996年，盐矿停产，盐层已被几乎挖尽。

## 地下建筑

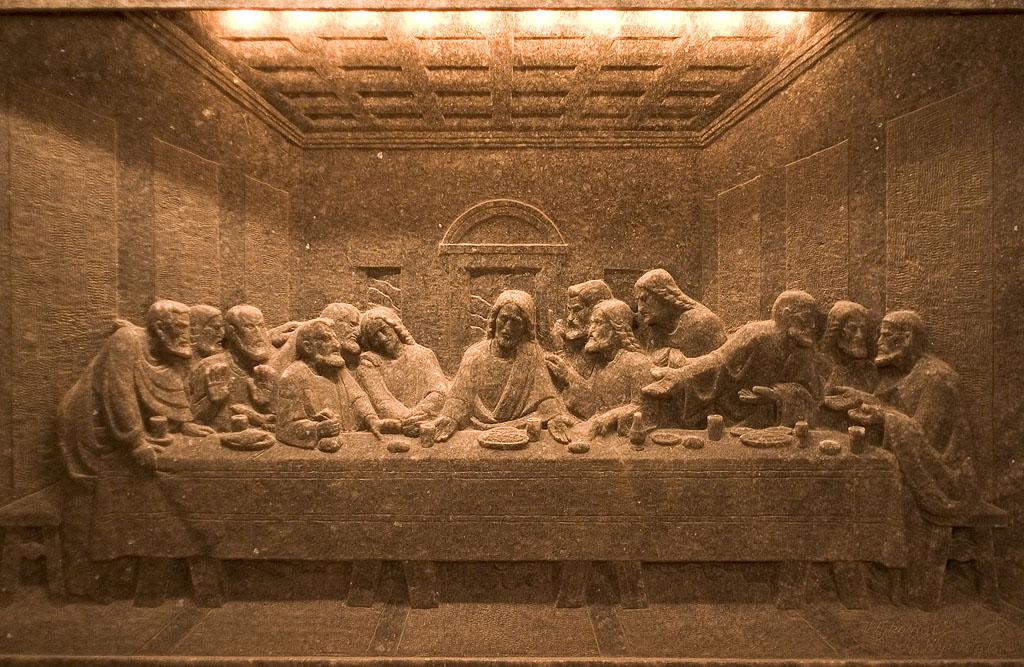
浮雕《最后的晚餐》

维利奇卡盐矿地下共分九层，其中有长达100餘公里的隧道。其中建有教堂等建筑以及许多盐雕，较著名者有圣金加教堂（St. Kinga's Chapel）。
圣金加教堂始建于1896年，在矿工雕刻师工作70余年后，在1963年建成。教堂超过54米长，15-18米宽，10-12米高。教堂的地板上布满精美花纹，天花板上有精美吊灯。教堂内有祭坛和许多神像，其中一尊圣母像有5、6尺高。墙壁上刻有浮雕，内容大多是圣经故事，其中一幅浮雕是攀模达·芬奇的名画《最后的晚餐》。